# Marilena

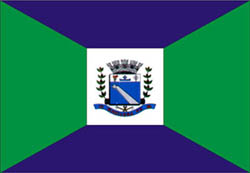

Marilena est une municipalité brésilienne de la microrégion de Paranavaí dans l'État du Paraná.